# Maxime Laheurte
Maxime Laheurte (ur. 20 maja 1985 w Gérardmer) – francuski kombinator norweski, dwukrotny medalista mistrzostw świata oraz trzykrotny medalista mistrzostw świata juniorów.

## Kariera
Po raz pierwszy na arenie międzynarodowej Maxime Laheurte pojawił się w styczniu 2002 roku, kiedy wystartował na mistrzostwach świata juniorów w Schonach. Wspólnie z kolegami z drużyny wywalczył tam srebrny medal w sztafecie. Rok później, podczas mistrzostw świata juniorów w Sollefteå indywidualnie plasował się w połowie drugiej dziesiątki, a w drużynie zdobył tym razem brązowy medal. Na mistrzostwach świata juniorów w Stryn w 2004 roku nie zdobył medalu. Był osiemnasty w sprincie, a zawodach drużynowych zajął szóste miejsce. Ostatni sukces w kategorii juniorów odniósł w 2005 roku, kiedy na mistrzostwach świata juniorów w Rovaniemi zdobył razem z kolegami kolejny srebrny medal w drużynie.
W latach 2004–2006 i 2008-2009 startował w zawodach Pucharu Kontynentalnego. Najlepsze wyniki osiągnął w sezonie 2005/2006, który ukończył na trzeciej pozycji w klasyfikacji generalnej. Trzykrotnie stawał na podium, jednak nie wygrał żadnego konkursu. W międzyczasie, 29 stycznia 2005 roku w japońskim Sapporo zadebiutował w zawodach Pucharu Świata. Zajął wtedy 20. miejsce w starcie masowym, tym samym już w swoim debiucie zdobył pierwsze pucharowe punkty. W sezonie 2004/2005 PŚ pojawił się jeszcze jeden raz: 30 stycznia w Sapporo zajął 25. miejsce w zawodach metodą Gundersena. W klasyfikacji generalnej dało mu to 57. pozycję.
Najlepsze wyniki w Pucharze Świata Laheurte osiągnął w sezonie 2006/2007, kiedy zajął piętnaste miejsce w klasyfikacji generalnej. Wtedy też, 3 grudnia 2006 roku w Lillehammer po raz pierwszy stanął na podium zawodów tego cyklu, zajmując trzecie miejsce w sprincie. Na podium stanął także 16 grudnia 2006 roku w austriackim Ramsau am Dachstein, gdzie był trzeci w starcie masowym. W lutym 2007 roku wystartował na mistrzostwach świata w Sapporo. Po skokach do sprintu Maxime zajmował wysokie trzecie miejsce. Nie zdołał obronić jednak tej pozycji w biegu i ostatecznie na mecie był dziesiąty. W Gundersenie wypadł słabiej, zajmując 19. miejsce, a w zawodach drużynowych Francuzi zajęli szóstą lokatę.
W czterech kolejnych sezonach Pucharu Świata Francuz ani razu nie znalazł się w czołowej dziesiątce zawodów. W tym czasie najlepsze wyniki osiągnął w sezonie 2010/2011, który ukończył na 26. pozycji. Do czołowej dziesiątki powrócił dopiero na początku sezonu 2011/2012, 26 listopada 2011 roku w Ruce, gdzie był dziesiąty w Gundersenie. Do tego czasu Francuz wystartował na trzech dużych imprezach. Na mistrzostwach świata w Libercu w 2009 roku indywidualnie spisał się słabo, ale wspólnie z François Braud, Sebastienem Lacroix i Jasonem Lamy-Chappuis był czwarty w zawodach drużynowych, przegrywając walkę o brązowy medal z reprezentantami Norwegii o niecałe 14 sekund. Rok później brał udział w igrzyskach olimpijskich w Vancouver. W konkursie drużynowym wraz z kolegami ponownie zajął czwarte miejsce w zawodach drużynowych, tym razem w walce o podium lepsi okazali się Niemcy. Indywidualnie zajął 38. miejsce w zawodach metodą Gundersena na dużej skoczni. Wystartował także na mistrzostwach świata w Oslo w 2011 roku. Mimo iż medalu nie zdobył Francuz zwrócił na siebie uwagę dobrą postawą na skoczni, między innymi ustanawiając rekord skoczni Midtstubakken podczas treningu przed zawodami drużynowymi. W zawodach indywidualnych na normalnym obiekcie był czwarty po skokach, jednak w biegu spadł na 16. miejsce. Na dużej skoczni spadł z dziewiątego miejsca po skokach na 21. pozycję na mecie biegu. W zawodach drużynowych był odpowiednio piąty i czwarty.
Podczas mistrzostw świata w Val di Fiemme w 2013 roku reprezentacja Francji w składzie: François Braud, Maxime Laheurte, Sébastien Lacroix, Jason Lamy Chappuis zdobyła złoty medal w zawodach drużynowych. W startach indywidualnych Laheurte był piętnasty na normalnym obiekcie, a rywalizację na dużej skoczni zakończył na 35. pozycji. W 2014 roku brał udział w igrzyskach olimpijskich w Soczi, zajmując czwarte miejsce w sztafecie, 17. miejsce na normalnej i 27. miejsce na dużej skoczni. 18 marca 2011 roku, podczas treningów na skoczni Letalnica w Planicy ustanowił swój rekord życiowy w długości skoku - 212 metrów.
Po sezonie 2018/2019 zakończył karierę sportową.

## Osiągnięcia

### Igrzyska olimpijskie
| Miejsce | Dzień     | Rok  | Miejscowość | Konkurencja           | Wynik zwycięzcy | Strata  | Zwycięzca       |
| ------- | --------- | ---- | ----------- | --------------------- | --------------- | ------- | --------------- |
| 10.     | 23 lutego | 2010 | Vancouver   | Sztafeta HS140/4x5 km | 49:31,6         | +39,8   | Austria         |
| 19.     | 25 lutego | 2010 | Vancouver   | Gundersen HS140/10 km | 25:32,9         | +3:59,3 | Bill Demong     |
| 17.     | 12 lutego | 2014 | Soczi       | Gundersen HS106/10 km | 23:50,2         | +1:12,2 | Eric Frenzel    |
| 27.     | 18 lutego | 2014 | Soczi       | Gundersen HS140/10 km | 22:45,5         | +1:52,1 | Jørgen Gråbak   |
| 4.      | 21 lutego | 2014 | Soczi       | Sztafeta HS140/4x5 km | 47:13,5         | +1:12,8 | Norwegia        |
| 11.     | 14 lutego | 2018 | Pjongczang  | Gundersen HS109/10 km | 24:51,4         | +1:23,1 | Eric Frenzel    |
| 14.     | 20 lutego | 2018 | Pjongczang  | Gundersen HS140/10 km | 23:52,5         | +1:30,3 | Johannes Rydzek |
| 5.      | 22 lutego | 2018 | Pjongczang  | Sztafeta HS140/4x5 km | 46:09,8         | +2:27,2 | Niemcy          |

### Mistrzostwa świata
| Miejsce | Dzień     | Rok  | Miejscowość      | Konkurencja                     | Wynik zwycięzcy | Strata  | Zwycięzca           |
| ------- | --------- | ---- | ---------------- | ------------------------------- | --------------- | ------- | ------------------- |
| 10.     | 23 lutego | 2007 | Sapporo          | Sprint HS134/7,5 km             | 17:40,2         | +1:18,5 | Hannu Manninen      |
| 6.      | 25 lutego | 2007 | Sapporo          | Sztafeta HS134/4x5 km           | 49:14,9         | +4:09,8 | Finlandia           |
| 19.     | 3 marca   | 2007 | Sapporo          | Gundersen HS100/15 km           | 38:35,6         | +3:40,0 | Ronny Ackermann     |
| 4.      | 26 lutego | 2009 | Liberec          | Sztafeta HS134/4x5 km           | 48:32,3         | +17,1   | Japonia             |
| 35.     | 28 lutego | 2009 | Liberec          | Gundersen HS134/10 km           | 23:36,6         | +3:10,3 | Bill Demong         |
| 16.     | 26 lutego | 2011 | Oslo             | Gundersen HS106/10 km           | 25:19,2         | +1:03,9 | Eric Frenzel        |
| 9.      | 28 lutego | 2011 | Oslo             | Sztafeta HS106/4x5 km           | 48:07,8         | +3:51,4 | Austria             |
| 21.     | 2 marca   | 2011 | Oslo             | Gundersen HS134/10 km           | 25:31,6         | +1:59,7 | Jason Lamy Chappuis |
| 7.      | 4 marca   | 2011 | Oslo             | Sztafeta HS134/4x5 km           | 48:07,8         | +2:45,6 | Austria             |
| 36.     | 22 lutego | 2013 | Val di Fiemme    | Gundersen HS106/10 km           | 29:13,2         | +2:23,2 | Jason Lamy Chappuis |
| 1.      | 24 lutego | 2013 | Val di Fiemme    | Sztafeta HS106/4x5 km           | 57:34,0         | -       | -                   |
| 25.     | 28 lutego | 2013 | Val di Fiemme    | Gundersen HS134/10 km           | 27:22,8         | +2:58,9 | Eric Frenzel        |
| 16.     | 20 lutego | 2015 | Falun            | Gundersen HS100/10 km           | 26:38,9         | +1:14,1 | Johannes Rydzek     |
| 3.      | 22 lutego | 2015 | Falun            | Sztafeta HS100/4x5 km           | 44:20,7         | +39,6   | Niemcy              |
| 14.     | 26 lutego | 2015 | Falun            | Gundersen HS134/10 km           | 22:45,8         | +44,1   | Bernhard Gruber     |
| 27.     | 24 lutego | 2017 | Lahti            | Gundersen HS100/10 km           | 26:19,6         | +2:01,3 | Johannes Rydzek     |
| 7.      | 26 lutego | 2017 | Lahti            | Sztafeta HS100/4x5 km           | 47:57,3         | +1:19,5 | Niemcy              |
| dsq     | 1 marca   | 2017 | Lahti            | Gundersen HS130/10 km           | 26:41,6         | -       | Johannes Rydzek     |
| 5.      | 3 marca   | 2017 | Lahti            | Sprint drużynowy HS130/2x7,5 km | 28:45,8         | +11,5   | Niemcy              |
| 24.     | 22 lutego | 2019 | Seefeld in Tirol | Gundersen HS130/10 km           | 23:43,0         | +2:44,1 | Eric Frenzel        |
| 6.      | 24 lutego | 2019 | Seefeld in Tirol | Sprint drużynowy HS130/2x7,5 km | 28:29,5         | +1:44,6 | Niemcy              |
| 30.     | 28 lutego | 2019 | Seefeld in Tirol | Gundersen HS109/10 km           | 25:01,3         | +2:52,7 | Jarl Magnus Riiber  |
| 6.      | 2 marca   | 2019 | Seefeld in Tirol | Sztafeta HS109/4x5 km           | 50:15,5         | +1:12,0 | Norwegia            |

### Mistrzostwa świata juniorów
| Miejsce | Dzień       | Rok  | Miejscowość | Konkurencja           | Wynik zwycięzcy | Strata    | Zwycięzca        |
| ------- | ----------- | ---- | ----------- | --------------------- | --------------- | --------- | ---------------- |
| 40.     | 23 stycznia | 2002 | Schonach    | Gundersen K90/10 km   | 30:54,2         | +7:01,2   | Björn Kircheisen |
| 2.      | 25 stycznia | 2002 | Schonach    | Sztafeta K90/4x5 km   | 844,0 pkt       | -80,7 pkt | Niemcy           |
| 18.     | 5 lutego    | 2003 | Sollefteå   | Gundersen K107/10 km  | 31:43,2         | +3:41,0   | Björn Kircheisen |
| 3.      | 7 lutego    | 2003 | Sollefteå   | Sztafeta K107/4x5 km  | 793,9 pkt       | +99,8 pkt | Niemcy           |
| 13.     | 9 lutego    | 2003 | Sollefteå   | Sprint K107/5 km      | 14.02,6         | +1:52,6   | Björn Kircheisen |
| 6.      | 6 lutego    | 2004 | Stryn       | Sztafeta K90/4x5      | 58:03,0         | +3.14,0   | Norwegia         |
| 18.     | 8 lutego    | 2004 | Stryn       | Sprint K90/7,5 km     | 14:02,1         | +1:57,3   | Petter Tande     |
| 28.     | 22 marca    | 2005 | Rovaniemi   | Gundersen HS100/10 km | 25.56,6         | +5:18,0   | Petter Tande     |
| 2.      | 24 marca    | 2005 | Rovaniemi   | Sztafeta HS100/4x5    | 44:17,1         | +1:37,8   | Niemcy           |
| 7.      | 26 marca    | 2005 | Rovaniemi   | Sprint HS100/5 km     | 14:02,1         | +1:05,0   | Petter Tande     |

### Puchar Świata

#### Miejsca w klasyfikacji generalnej
- sezon 2004/2005: 57.
- sezon 2005/2006: 48.
- sezon 2006/2007: 15.
- sezon 2007/2008: 53.
- sezon 2008/2009: 44.
- sezon 2009/2010: 61.
- sezon 2010/2011: 26.
- sezon 2011/2012: 22.
- sezon 2012/2013: 28.
- sezon 2013/2014: 38.
- sezon 2014/2015: 24.
- sezon 2015/2016: 19.
- sezon 2016/2017: 35.
- sezon 2017/2018: 22.
- sezon 2018/2019: 33.

#### Miejsca na podium chronologicznie
| Nr | Data            | Miejscowość | Konkurencja             | Wynik zwycięzcy | Pozycja | Strata    | Zwycięzca        |
| -- | --------------- | ----------- | ----------------------- | --------------- | ------- | --------- | ---------------- |
| 1. | 3 grudnia 2006  | Lillehammer | Sprint HS138/7,5 km     | 17:30,8         | 3.      | +4,6      | Christoph Bieler |
| 2. | 16 grudnia 2006 | Ramsau      | Start masowy HS98/10 km | 265,0 pkt       | 3.      | -12,0 pkt | Christoph Bieler |

### Puchar Kontynentalny

#### Miejsca w klasyfikacji generalnej
- sezon 2003/2004: 62.
- sezon 2004/2005: 25.
- sezon 2005/2006: 3.
- sezon 2006/2007: nie brał udziału
- sezon 2007/2008: 24.
- sezon 2008/2009: 68.
- sezon 2015/2016: 34.
- sezon 2016/2017: nie brał udziału
- sezon 2017/2018: 31.

#### Miejsca na podium chronologicznie
| Nr | Data            | Miejscowość | Konkurencja           | Wynik zwycięzcy | Pozycja | Strata  | Zwycięzca             |
| -- | --------------- | ----------- | --------------------- | --------------- | ------- | ------- | --------------------- |
| 1. | 4 marca 2006    | Klingenthal | Gundersen HS140/15 km | 17:30.8 min     | 2.      | +9.0 s  | Florian Schillinger   |
| 2. | 17 marca 2006   | Mo i Rana   | Sprint HS96/7.5 km    | ?               | 3.      | +16.0 s | Torkild Rasmussen Aam |
| 3. | 18 marca 2006   | Mo i Rana   | Sprint HS96/7.5 km    | ?               | 3.      | +19.2 s | Espen Rian            |
| 4. | 9 stycznia 2016 | Høydalsmo   | Gundersen HS94/10 km  | 26:30.4 min     | 3.      | +3,2 s  | Espen Andersen        |
| 5. | 5 stycznia 2018 | Klingenthal | Gundersen HS140/5 km  | bd.             | 3.      | bd.     | Antoine Gérard        |
| 6. | 6 stycznia 2018 | Klingenthal | Gundersen HS140/10 km | bd.             | 2.      | bd.     | Franz-Josef Rehrl     |

### Letnie Grand Prix

#### Miejsca w klasyfikacji generalnej
- 2004: niesklasyfikowany
- 2005: 35.
- 2006: 20.
- 2007: 7.
- 2008: 11.
- 2009: 13.
- 2010: 17.
- 2011: 20.
- 2012: 18.
- 2014: 15.
- 2015: 11.
- 2016: 7.
- 2017: (6.)[15]
- 2018: 4. (7.)[16]

#### Miejsca na podium w zawodach
| Nr | Data             | Miejscowość | Konkurencja           | Wynik zwycięzcy | Pozycja | Strata | Zwycięzca   |
| -- | ---------------- | ----------- | --------------------- | --------------- | ------- | ------ | ----------- |
| 1. | 22 września 2018 | Planica     | Gundersen HS140/10 km | 25:53,6         | 3.      | +44,5  | Mario Seidl |